# Konstantinos Simonides
Konstantinos Simonides (né 1820 en Grèce, mort en 1890 à Alexandrie en Égypte), paléographe, marchand d'icônes, spécialiste des manuscrits anciens et excellent calligraphe. Selon les paléographes c'est un des faussaires les plus polyvalents du XIXe siècle.

## Biographie

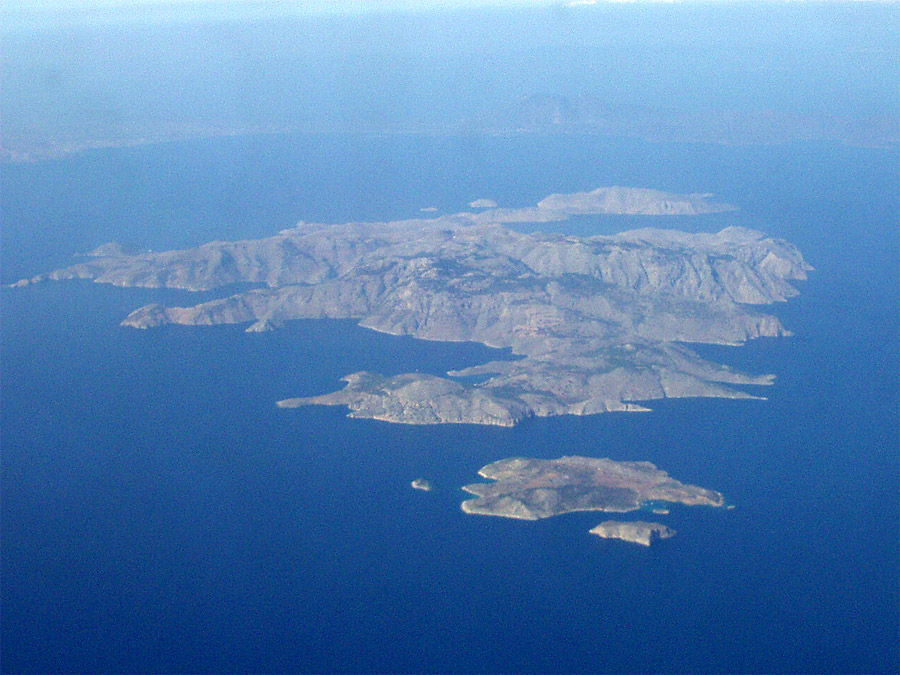
Simi, l'île natale de Konstantinos Simonides.

Konstantinos Simonides est né dans l'île grecque de Symi, dans la Mer Égée en 1820 (ou 1824), et il est mort de la lèpre en Égypte.
Simonides séjourne dans les monastères du Mont Athos entre 1839 et 1841 puis en 1852, années pendant lesquelles il fait l'acquisition de manuscrits bibliques qu'il vend plus tard. Il produit de nombreux manuscrits attribués à la période hellénistique et des débuts byzantins. Il est soupçonné d'avoir fabriqué des documents et des manuscrits qu'il prétendait être des originaux de l'Évangile selon Marc, ainsi que des poèmes d'Homère. Il vend certains manuscrits au roi de Grèce. Des savants grecs disent rapidement qu'il s'agit de faux et il quitte la Grèce pour voyager de pays en pays avec ses manuscrits.
Il séjourne en Angleterre et en Europe entre 1853 et 1855 et son activité littéraire est importante. Il publie ses ouvrages à Moscou, Odessa, en Angleterre et en Allemagne. Certaines des œuvres n'ont jamais été publiées.
De 1843 à 1856 il met en vente dans toute l'Europe des manuscrits dont il prétend qu'ils ont une origine antique.
Il provoque « une grande sensation en produisant quantité de manuscrits grecs prétendant qu'ils sont d'une antiquité fabuleuse – comme étant d'Homère dans un style presque préhistorique, un historien Égyptien perdu, une copie de l'Évangile selon Matthieu sur papyrus, écrit quinze ans après la mort de Jésus et d'autres parties du Nouveau Testament daté du Ier siècle ».
En 1854 et 1855 Simonides essaie de vendre sans succès des manuscrits au British Museum et à la Bibliothèque Bodléienne. Thomas Phillips est moins perspicace et achète quelques manuscrits pour la Phillips Library de Cheltenham. En 1855 il séjourne à Berlin et Leipzig. Il dit à Karl Wilhelm Dindorf qu'il possède un palimpseste d'Uranius.
Simonides remet en cause le consensus scientifiques sur plusieurs sujets.
Il interprète les hiéroglyphes égyptiens d'une façon différente de Champollion et des autres égyptologues. Il essaye de démontrer que sa méthode est supérieure. Il situe la mort d'Irénée de Lyon en 292 contre 208 généralement. Sur beaucoup de sujets difficiles, il a son propre point de vue mais la presse ruine sa crédibilité lors de l'affaire du Codex Sinaiticus.

## Codex Sinaiticus

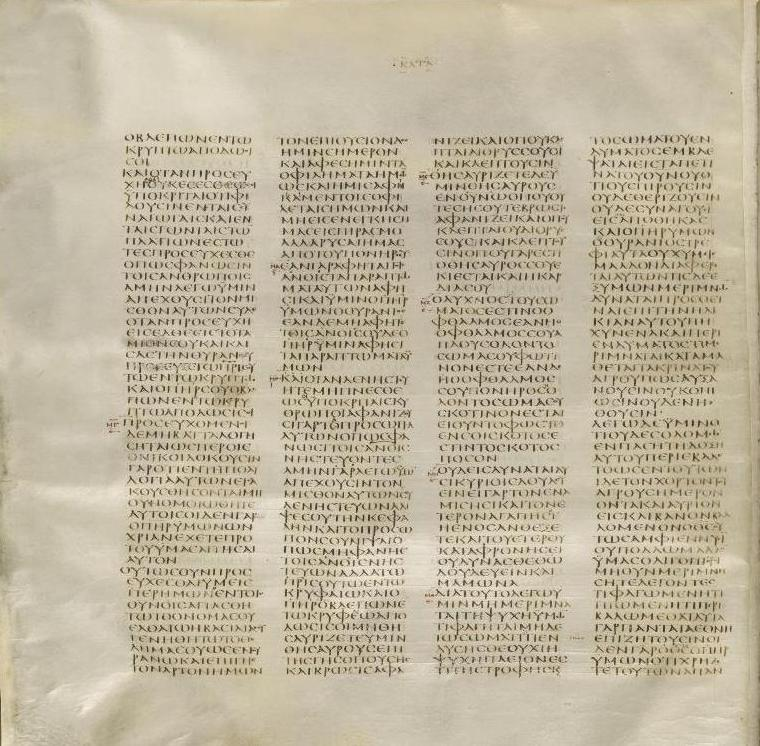
Le Codex Sinaiticus

Le 13 septembre 1862 Konstantinos Simonides prétend dans le journal The Guardian qu'il est l'auteur du Codex Sinaiticus qu'il aurait rédigé en 1839 au monastère Saint-Pantéleimon du Mont Athos,. De son côté, Constantin von Tischendorf, qui a travaillé sur de nombreux manuscrits bibliques, est connu pour sa recherche permanente auprès des familles royales de financement pour ses voyages. Simonides affirme que son oncle, un moine, l'a invité au Mont Athos à la suite du décès de son père, mais des lettres ultérieures adressées à son père furent découvertes. Alors que les soupçons de contrefaçon circulent parmi les spécialistes lors de la découverte du Codex Sinaiticus par Tischendorf, il serait peut-être plus juste de parler d'une collation des manuscrits et d'une restauration « ajustée » à la façon de Simonides, expert en hiéroglyphes qui sont présents dans tout le Codex Sinaiticus. Simonides affirme que le document est un faux, lors de son texte dans le Guardian et dans des échanges de lettres entre érudits. Henry Bradshaw, un bibliothécaire britannique qui connait les deux hommes, défend la découverte du Codex par Tischendorf et rejette les accusations de Simonides. Comme Bradshaw est lié à plusieurs chercheurs de l'époque, son soutien à Tischendorf est déterminant. Simonides meurt peu de temps après, et la question reste dormante pendant des années.
Tischendorf répond dans le Allgemeine Zeitung en décembre 1862, affirmant que la version du Codex Siniaticus du Nouveau Testament présente de nombreuses différences avec les autres manuscrits connus. L'érudit Henry Bradshaw contribue à démasquer la supercherie de Constantin Simonides en montrant l'absurdité de ces propos dans une lettre au Guardian du 26 janvier 1863. Bradshaw montre que le Codex Sinaiticus ramené par Tischendorf du Mont Sinaï n'était pas une contrefaçon moderne produite par Simonides. La controverse semble venir du mauvais usage du mot « fraude » ou « contrefaçon » car il s'agit peut-être d'un texte restauré d'après une copie de la Septante basée sur l'Hexaples d'Origène, un texte qui a été rejeté pendant des siècles car il a pour origine Eusèbe qui a introduit l'arianisme dans les cours des empereurs Constantin Ier et Constantin II.

## Papyrus d'Artémidore

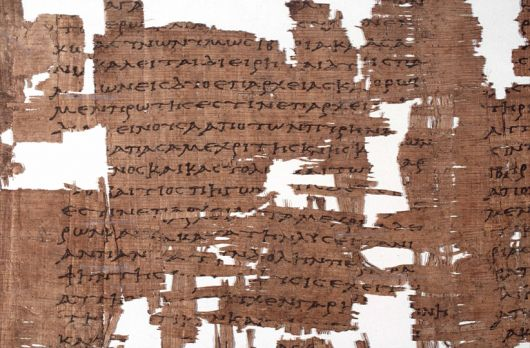
Un fragment du Papyrus d'Artémidore

Depuis 2006, l’authenticité du Papyrus d'Artémidore exposé à Turin en 2006 et à Berlin en 2008 est l'objet d'une controverse. Luciano Canfora, le papyrus serait l'œuvre de Konstantinos Simonidis. Richard Janko (en) pense aussi que le rouleau est un faux.
Au terme d'un essai bibliographique publié en 2011, Federico Condello concluait que la plupart des arguments contre l'authenticité étaient restés sans réponse[réf. nécessaire]. Toutefois un certain nombre d'arguments ont été avancés pour appuyer l'authenticité, le papyrus contenant des informations apparemment inconnues à l'époque de Simonidis et découvertes depuis, ce qui a amené divers auteurs à juger peu vraisemblable la thèse du faux,. À la suite de la naissance de la controverse, le manuscrit a été soumis à plusieurs reprises à une analyse au carbone 14, ce qui a permis d'établir que le papyrus a été produit entre le Ier siècle av. J.-C. et le Ier siècle, confirmant ainsi la datation paléographique déjà proposée par les premiers éditeurs. Même après la datation radiométrique, Canfora a continué à soutenir la théorie de la contrefaçon de Simonidis dans des dizaines de publications, avec ce que le philologue Giovan Battista D'Alessio a défini comme « des constructions hypothétiques ad hoc fantastiques qui, loin de fournir une explication plus économique de la preuve, forcer leurs partisans à des fictions de plus en plus invraisemblables ». Jean-Luc Fournet a souligné que « son ancienneté ne fait pas de doute » et qu' « il est regrettable que la polémique sur l’authenticité de ce papyrus ait jeté le discrédit sur une pièce aussi exceptionnelle ».